# Giovanni Polara
Giovanni Polara (Napoli, 3 agosto 1944) è un latinista italiano.

## Biografia
Allievo di Francesco Arnaldi, dopo aver insegnato nella Facoltà di Lettere e Filosofia dell'Università della Calabria, è passato all'Università di Napoli, dove ha ricoperto la carica di Preside della Facoltà di Lettere e Filosofia dal 1993 al 1999. È socio di diverse accademie e istituzioni scientifiche, tra le quali spiccano l'Accademia Pontaniana, la Società Nazionale di Scienze, Lettere e Arti, la Società internazionale per lo studio del medioevo latino, l'Istituto lombardo di scienze e lettere. È stato altresì docente di lingua e letteratura latina presso UTIU.

## Gli studi
Studioso della tarda latinità, è stato assieme a Luciano Caruso uno dei primi studiosi di Carmina figurati altomedioevali. Ha curato assieme a Luciano Caruso edizioni critiche come Iuvenilia loeti:  raccolta di poeti latini medievali (Roma, Lerici, 1969, poi Livorno, Belforte Editore,1993); ha pubblicato edizioni critiche di importanti testi: i Carmina di Publilio Optaziano Porfirio (Torino, Paravia, 1973, poi UTET 2004); le Epitomi ed Epistole di Virgilio grammatico (Napoli, Liguori, 1979). Ha pubblicato anche importanti contributi su autori classici e medievali, su questioni filologiche, linguistiche ed epigrafiche, sulla cultura e la società romana dall'antichità al medioevo, sulla didattica del latino, sulla storia degli studi classici; è anche autore di noti repertori e manuali scolastici. 

## Opere principali[1]
- Iuvenilia loeti :  raccolta di poeti latini medievali, Roma, Lerici, 1969
- Ricerche sul proemio nella poesia latina, Napoli, Arte tipografica, 1975
- Optazianea, Napoli, Associazione di Studi Tardoantichi, 1977
- Potere e contropotere nell'antica Roma: bande armate, terrorismo e intellettuali, Roma, Gangemi, 1986
- Letteratura latina tardoantica e altomedievale, Roma, Jouvence, 1987
- Guida alla traduzione dal latino, Torino, UTET, 1998
- Undici studi di letteratura latina, Napoli, Loffredo, 2000
- Ricerche sulla tarda antichità, Napoli, Loffredo, 2001